# Fort Piscadera

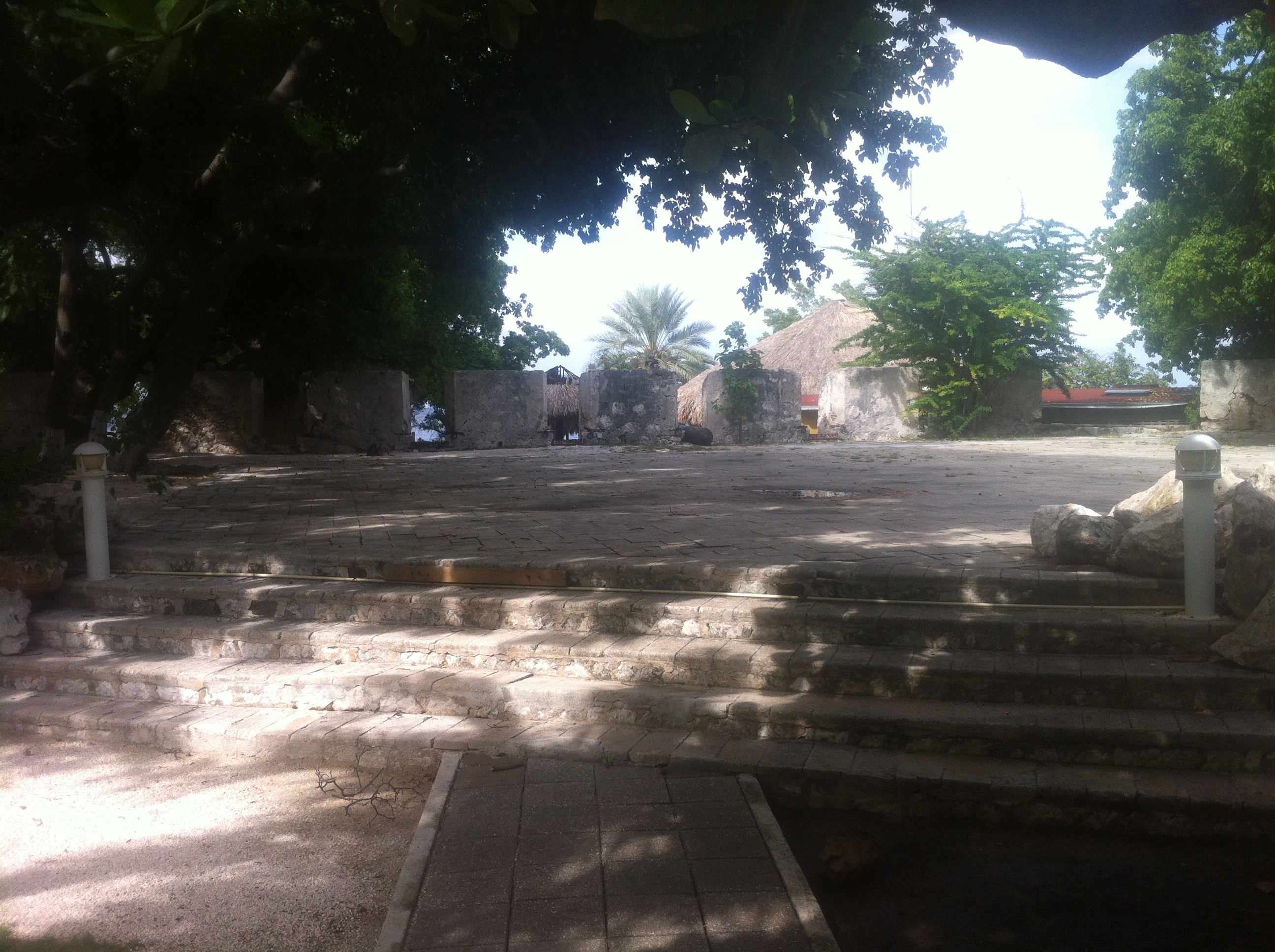
Fort Piscadera

Fort Piscadera is een van de acht forten op het eiland Curaçao en staat ten westen van de ingang van de Piscaderabaai.
Het fort is waarschijnlijk gebouwd tussen 1701 en 1704 in opdracht van de toenmalige gouverneur Nicolaas van Beek. In 1714 is in opdracht van de gouverneur Jeremias van Collen het fort uitgebouwd tot een stervormig fort; de resten daarvan zijn nu te zien nabij het Dreams Curaçao hotel, het voormalige Hilton hotel.